# (20452) 1999 KG4
A (20452) 1999 KG4 a Naprendszer kisbolygóövében található aszteroida. A LINEAR projekt keretében fedezték fel 1999. május 20-án.